# Bután en los Juegos Olímpicos de la Juventud 2018
Bután participó en los Juegos Olímpicos de la Juventud 2018 en Buenos Aires, Argentina, del 6 al 18 de octubre de 2018. Su delegación estuvo conformada por tres atletas en tres disciplinas. No obtuvo medallas en las justas.

## Medallero
| Presea        | Medalla de oro | Medalla de plata | Medalla de bronce | Total |
| ------------- | -------------- | ---------------- | ----------------- | ----- |
| TOTAL OFICIAL | 0              | 0                | 0                 | 0     |

## Disciplinas

### Atletismo
Bután clasificó a un atleta en esta disciplina.
Masculino
Eventos de Pista
| Atleta          | Evento       | Serie 1 | Serie 1 | Serie 2 | Serie 2 | Total  | Total  |
| Atleta          | Evento       | Tiempo  | Puesto  | Tiempo  | Puesto  | Tiempo | Puesto |
| --------------- | ------------ | ------- | ------- | ------- | ------- | ------ | ------ |
| Kinley Tshering | 1.500 Metros | 4:15.15 | 21      | 13:10   | 46      | 37     | 18     |

### Judo
Bután clasificó a una atleta en esta disciplina.
Femenino
| Atleta          | Evento     | Ronda de 16           | Cuartos de final   | Semifinales        | Repechaje             | Final / BM         | Final / BM |
| Atleta          | Evento     | Oponente Resultado    | Oponente Resultado | Oponente Resultado | Oponente Resultado    | Oponente Resultado | Puesto     |
| --------------- | ---------- | --------------------- | ------------------ | ------------------ | --------------------- | ------------------ | ---------- |
| Yangchen Wangmo | Hasta 44Kg | Thangjam (IND) P 10–0 | No avanzó          | No avanzó          | Karimova (AZE) P 10-0 | No avanzó          | No avanzó  |

### Taekwondo
Bután clasificó a una atleta en esta disciplina.
Femenino
| Atleta            | Evento     | Ronda de 16        | Cuartos de final   | Semifinal          | Final              | Final     |
| Atleta            | Evento     | Oponente Resultado | Oponente Resultado | Oponente Resultado | Oponente Resultado | Puesto    |
| ----------------- | ---------- | ------------------ | ------------------ | ------------------ | ------------------ | --------- |
| Tshering Yangchen | Hasta 49Kg | Ho (VIE) P 0-22    | No avanzó          | No avanzó          | No avanzó          | No avanzó |